# Брандолини д’Адда, Коко
Донна Корнелия Брандолини д’Адда деи конти ди Вальмарено, более известная как Коко Брандолини д’Адда (англ. Coco Brandolini d'Adda; род. 27 июня 1979) — итальянский модельер французского происхождения, редактор и консультант.

## Ранняя жизнь и семья
Брандолини д’Адда родилась 27 июня 1979 года в Париже, Франция. Старшая дочь Родриго Тиберто Брандолини д’Адда, графа ди Вальмарено (род. 1948), и принцессы Джорджин Марии Нативидад де Фосиньи-Люсэнж и Колиньи (род. 1949). Её бабушкой по отцовской линии была графиня Кристиана Брандолини д’Адда (род. 1927), сестра Джанни Аньелли, дочь Эдоардо Аньелли (1892—1935) и Донны Вирджинии Бурбон дель Монте (1899—1945), дочери Карло Бурбон-дель-Монте, принца ди Сан Фаустино. Её дедом по материнской линии был французский аристократ, принц Жан-Луи де Фосиньи-Люсэнж, а её бабушкой по материнской линии была Сильвия Режис де Оливейра (1909—1970), единственная дочь Рауля Режиса де Оливейра, бразильского дипломата, который служил послом Бразилии в Великобритании (1925—1939). У Коко есть младшая сестра, Бьянка Брандолини д’Адда . Её семье принадлежат два родовых дворца, Палаццо Брандолин Рота и Палаццо Морозини Брандолин, расположенных на Гранд-канале в Венеции. Коко выросла в Париже, но проводила много своей юности в поместье своих отца и деда в Висторте. Она поступила в Парижский университет, чтобы изучать философию и политологию.

## Карьера
Брандолини д’Адда была стажёром в Harper's Bazaar перед тем, как поступить в Центральный колледж искусства и дизайна имени Святого Мартина в Лондоне. С 2001 по 2005 год Брандолини д’Адда работала у Оскара де ла Рента консультантом по моде и помощником дизайнера. После работы у Оскара де да Ренты она стала модным консультантом Альберты Ферретти и Адама Липпеса. Позже она была назначена директором по моде в Tar Magazine и работала консультантом по моде у Томаса Майера в Bottega Veneta и Nina Ricci. Затем она стала редактором журнала Anew Magazine. Брандолини д’Адда работала художественной музой Джамбаттисты Валли. В 2012 году Брандолини д’Адда, как глава кутюрной команды, работал над коллекцией Dolce & Gabbana Alta Moda.

## Личная жизнь
Брандолини д’Адда вышла замуж за Маттео Коломбо в сентябре 2008 года. Супруги отпраздновали свою гражданскую церемонию с четырьмя сотнями гостей в итальянском посольстве в Париже. 27 сентября 2008 года пара провела частную религиозную свадебную церемонию в католической церкви в Висторте, Италия. У них есть две дочери: Нина и Леа.
Брандолини д’Адда — крёстная мать сына Маргариты Миссони, Отто Германа Амоса.
Брандолини д’Адда известна своим личным стилем и часто фотографируется на светских раутах и модных мероприятиях.